# Marmopteryx odontata
Marmopteryx odontata là một loài bướm đêm trong họ Geometridae.